# Lasaia sessilis
Lasaia sessilis is een vlindersoort uit de familie van de prachtvlinders (Riodinidae), onderfamilie Riodininae.
Lasaia sessilis werd in 1890 beschreven door Schaus.